# Willy Ochel
Willy Ochel (* 27. Januar 1903 in Wiedenest; † 12. Januar 1992 in Dortmund) war ein deutscher Ingenieur und Manager.

## Leben
Willy Ochel, im Oberbergischen Kreis geborener Sohn von August Ochel (1869–1946), Werkmeister in einer Bergneustädter Textilfabrik, und der Johanna Ochel (1875–1937), geborene Heinrichs, besuchte das Gymnasium in Gummersbach und studierte im Anschluss Maschinenbau an der Technischen Hochschule Hannover. 1927 bestand er die Prüfung als Diplom-Ingenieur. Seine berufliche Laufbahn begann Ochel als Konstrukteur und Versuchsingenieur bei den Flottmann-Werken in Herne. Zwei Jahre darauf zog er aus dem Ruhrgebiet nach Berlin und erhielt eine Anstellung als Oberingenieur mit Spezifikation für den Kompressorenbau bei der Borsig AG. 1936 wechselte er als Technischer Direktor zur Maschinenfabrik Ehrhardt & Sehmer mit Sitz in Saarbrücken. 1941 wurde er in Berlin Mitglied des Vorstandes der Orenstein & Koppel AG, die in der Zeit des Nationalsozialismus als Tochtergesellschaft der Hoesch AG den Firmennamen Maschinenbau und Bahnbedarf AG, kurz MBA, führte. Seine Zuständigkeit dort umfasste den Lokomotiven-, Waggon- und Motorenbau sowie unter anderem die Reorganisation der Lokomotivfabrik Babelsberg.
Während des Zweiten Weltkriegs war Ochel an der Produktion von Rüstungsgütern beteiligt und Mitglied in Rüstungsausschüssen. Das Reichsministerium für Bewaffnung und Munition übertrug ihm, obwohl er 1943 gegenüber Albert Speer erklärt hatte, dass er kein gutes Verhältnis zur NSDAP habe, die Leitung über den gesamten Panzermotorenbau. Obgleich er nicht Mitglied der NSDAP war und er sich der ihm übertragenen Aufgabe nur widerwillig gefügt haben soll, wurde er zum Leiter des Hauptausschusses im Rüstungsministerium ernannt, mit dem Kriegsverdienstkreuz mit Schwertern ausgezeichnet und gehörte nach Kriegsende dem Freundeskreis Albert Speer an.
In der SBZ wurde Ochel zum Hauptdirektor für den gesamten Lok- und Waggonbau ernannt. Einen ihm nahegelegten Eintritt in die SED verweigerte er, ebenso lehnte er das Angebot, eine Stellung als stellvertretender Handelsminister zu übernehmen, ab. Schließlich siedelte er im Februar 1949 nach Westdeutschland über, wo er sich am Wiederaufbau der Hoesch-Werke beteiligte.
Der Hoesch-Konzern wurde 1952 per Gesetzgebung der Alliierten zerschlagen und in drei Unternehmensgruppen aufgegliedert. Ochel setzte seine Karriere bei der nunmehrigen Hoesch Werke AG in Dortmund fort, wurde 1952 Vorstandsmitglied und war seit 1960 Vorstandsvorsitzender des Unternehmens. Während seiner Zugehörigkeit zum Vorstand wurden zahlreiche Stahlwerke wiederaufgebaut, saniert und modernisiert, in erster Linie das weitestgehend zerstörte Hauptwerk „Westfalenhütte“ im Dortmunder Nordosten. Zudem wurde mit der Mechanisierung und Automation der Produktionsabläufe begonnen. Im Zuge des Strukturwandels schlug Ochel Mitte der 1960er Jahre eine Neuordnung vor, die eine Verstaatlichung der den Stahlwerken angeschlossenen Bergbaubetriebe vorsah. Das als „Ochel-Plan“ bekannt gewordene Vorhaben erfuhr jedoch Widerstände seitens der Zechendirektionen und konnte aufgrund dessen nicht realisiert werden. 1966 führte Ochel zusammen mit Fritz Harders, Vorstandsvorsitzender der Dortmund-Hörder Hüttenunion AG, die Fusion der Hüttenunion mit Hoesch durch. 1968 wechselte er vom Vorstand an die Spitze des Aufsichtsrates. Der weiteren geplanten Zusammenlegung mit dem niederländischen Montanunternehmen Koninklijke Hoogovens zum Estel-Konzern, die 1972 vollzogen wurde, stand Ochel ablehnend gegenüber, woraufhin der ehemalige Generaldirektor sein Mandat als Aufsichtsratsvorsitzender 1970 vorzeitig niederlegte.
Ochel war von 1955 bis 1963 Präsident der Industrie- und Handelskammer Dortmund und wurde 1968 für lange Jahre deren Ehrenpräsident. Er gehörte von 1963 bis 1970 dem Vorstand des Deutschen Industrie- und Handelstages an, war von 1962 bis 1970 Mitglied des Kuratoriums der Stiftung Volkswagenwerk, von 1968 bis 1970 Vorsitzender der Gesellschaft der Freunde der Universität Dortmund und ab 1971 Mitglied des Senates der Max-Planck-Gesellschaft. Des Weiteren war er von 1967 bis 1970 Mitglied der Kirchenleitung der Evangelischen Kirche von Westfalen.
Willy Ochel war evangelisch und heiratete 1934 Ilse Klehne (1906–1983). Das Ehepaar hatte zwei Söhne und drei Töchter.

## Auszeichnungen und Ehrungen
- 1955: Ehrendoktor (Dr.-Ing. E. h.) der TH Hannover
- 1966: erster Ehrenringträger der IHK Dortmund
- 1969: Großes Bundesverdienstkreuz mit Stern